# Мазаган (мікрорегіон)
Мазаган (порт. Microrregião de Mazagão) — мікрорегіон в Бразилії, входить в штат Амапа. Складова частина мезорегіону Південь штату Амапа. Населення становить 69 402 чоловік на 2010 рік. Займає площу 46 579,671 км². Густота населення — 1,49 чол./км².

## Склад мікрорегіону
До складу мікрорегіону включені наступні муніципалітети:
1. Ларанжал-ду-Жарі
2. Мазаган
3. Віторія-ду-Жарі

## Демографія
Згідно з даними, зібраними в ході перепису 2010 р. Національним інститутом географії і статистики (IBGE), населення мікрорегіону становить:
| Повне населення                               | Повне населення                               | Повне населення                               | Повне населення                               | 69 402 |
| --------------------------------------------- | --------------------------------------------- | --------------------------------------------- | --------------------------------------------- | ------ |
| в том числе:                                  | Міське населення                              | 56 478                                        | Відсоток міського населення, %                | 81,38  |
|                                               | Сільське населення                            | 12 924                                        | Відсоток сільського населення, %              | 18,62  |
|                                               | Чоловіче населення                            | 35 835                                        | Відсоток чоловічого населення, %              | 51,63  |
|                                               | Жіноче населення                              | 33 567                                        | Відсоток жіночого населення, %                | 48,37  |
| Густота населення, чол/км²                    | Густота населення, чол/км²                    | Густота населення, чол/км²                    | Густота населення, чол/км²                    | 1,49   |
| Населення мікрорегіону в % до населення штату | Населення мікрорегіону в % до населення штату | Населення мікрорегіону в % до населення штату | Населення мікрорегіону в % до населення штату | 10,37  |

| Бразилія | Це незавершена стаття з географії Бразилії. Ви можете допомогти проєкту, виправивши або дописавши її. |